# Jessica Oyelowo
Jessica Oyelowo, nata Jessica Watson (Ipswich, 1978), è un'attrice britannica.

## Vita privata
Dal 1998 è sposata con l'attore David Oyelowo, con cui ha avuto quattro figli.

## Filmografia parziale

### Cinema
- Il mistero di Sleepy Hollow (Sleepy Hollow), regia di Tim Burton (1999)
- Alice in Wonderland, regia di Tim Burton (2010)
- Captive, regia di Jerry Jameson (2015)
- Nina, regia di Cynthia Mort (2016)
- A United Kingdom - L'amore che ha cambiato la storia (A United Kingdom), regia di Amma Asante (2016)
- Tra sogno e realtà (Sleepwalker), regia di Elliott Lester (2017)
- The Water Man, regia di David Oyelowo (2020)

### Televisione
- Madame Bovary - film TV (2000)
- Don Quixote - film TV (2000)
- The Sight - film TV (2000)
- The Deal - film TV (2003)
- Mayo - miniserie TV, 8 episodi (2006)
- Lawmen - La storia di Bass Reeves (Lawmen: Bass Reeves) - miniserie TV, 2 episodi (2023)